# Chaetotyphula
Chaetotyphula là một chi nấm trong họ Pterulaceae. Chi này phân bố rộng rãi ở các vùng nhiệt đới và chứa 7 loài.